# 婦妌
婦妌（ふけい）は、殷王朝の武丁の王妃であり、后母戊鼎を捧げられた人物である 。

## 生涯
武丁には60人以上の妻がいたと伝えられているが、このうちで王妃は婦妌、婦好、婦癸の3人だけである 。武丁の他の妻と同様に、婦妌は軍事遠征に参加し、国家のために占いを行った 。婦妌が行った占いのいくつかはキビの調達に焦点を当てているので、鄭振香は彼女が農業管理を担当していたことを示唆している 。婦妌は、甲骨でしばしば妣戊と呼ばれている 。

## 関連記事
- 中国の女性史
- 后母戊鼎 - 現存する青銅器のなかでは最大であることで知られる。